# エルヴィッテ
エルヴィッテ (ドイツ語: Erwitte, ドイツ語: [ˈɛrvɪtə] ( 音声ファイル)) は、ドイツ連邦共和国ノルトライン＝ヴェストファーレン州アルンスベルク行政管区のゾースト郡に属す市である。

## 地理

### 位置
エルヴィッテはヴェストファーレン地方の、リップシュタットの南約 8 km、ゾーストの東約 15 km、ドルトムントの東約 60 km、パーダーボルンの西約 30 km の位置にある。最高地点は市の南東部の海抜 183.8 m、最低地点はベックム地区の北西にある海抜 75.5 m の地点である。

### 市域の広がりと土地利用
「大きな小都市」に格付けされるこの街の面積は 89.41 km2、南北幅は約 7 km、東西幅は約 15.5 km である。市域の大部分は農業に利用されている。
| 土地用途別面積 | 農業用地 | 森林  | 宅地、空き地 産業用地 | 交通用地 | 水域  | スポーツ用地 および緑地 | その他 |
| -------------- | -------- | ----- | --------------------- | -------- | ----- | ----------------------- | ------ |
| 面積 (km2)     | 70.34    | 2.14  | 7.99                  | 4.86     | 0.86  | 0.81                    | 2.41   |
| 占有率         | 78.7 %   | 2.4 % | 8.9 %                 | 5.4 %    | 1.0 % | 0.9 %                   | 2.7 %  |

### 隣接する市町村
エルヴィッテは、北はリップシュタット、東はゲーセケ、南東はリューテン、南はアンレヒテ、西はバート・ザッセンドルフと境を接している。

### 市の構成
エルヴィッテは15市区からなる。
| 地区名                                       | 地区名                         | 人口（人） | エルヴィッテ市区図   |
| -------------------------------------------- | ------------------------------ | ---------- | -------------------- |
| バート・ヴェステルンコッテン                 | Bad Westernkotten              | 4,611      | エルヴィッテの市区図 |
| ベーレンブロック                             | Berenbrock                     | 301        | エルヴィッテの市区図 |
| ベックム                                     | Böckum                         | 234        | エルヴィッテの市区図 |
| エビングハウゼン                             | Ebbinghausen                   | 232        | エルヴィッテの市区図 |
| アイケロー                                   | Eikeloh                        | 504        | エルヴィッテの市区図 |
| エルヴィッテ                                 | Erwitte                        | 6,587      | エルヴィッテの市区図 |
| ホルン＝ミリングハウゼン                     | Horn-Millinghausen             | 985        | エルヴィッテの市区図 |
| メルクリングハウゼン＝ヴィッゲリングハウゼン | Merklinghausen-Wiggeringhausen | 152        | エルヴィッテの市区図 |
| ノルトドルフ                                 | Norddorf                       | 153        | エルヴィッテの市区図 |
| シャレルン                                   | Schallern                      | 304        | エルヴィッテの市区図 |
| シュメルレッケ                               | Schmerlecke                    | 667        | エルヴィッテの市区図 |
| ゼーリングハウゼン                           | Seringhausen                   | 73         | エルヴィッテの市区図 |
| シュティルペ                                 | Stirpe                         | 1,055      | エルヴィッテの市区図 |
| フェリングハウゼン                           | Völlinghausen                  | 759        | エルヴィッテの市区図 |
| ヴェッキングハウゼン                         | Weckinghausen                  | 61         | エルヴィッテの市区図 |

## 歴史

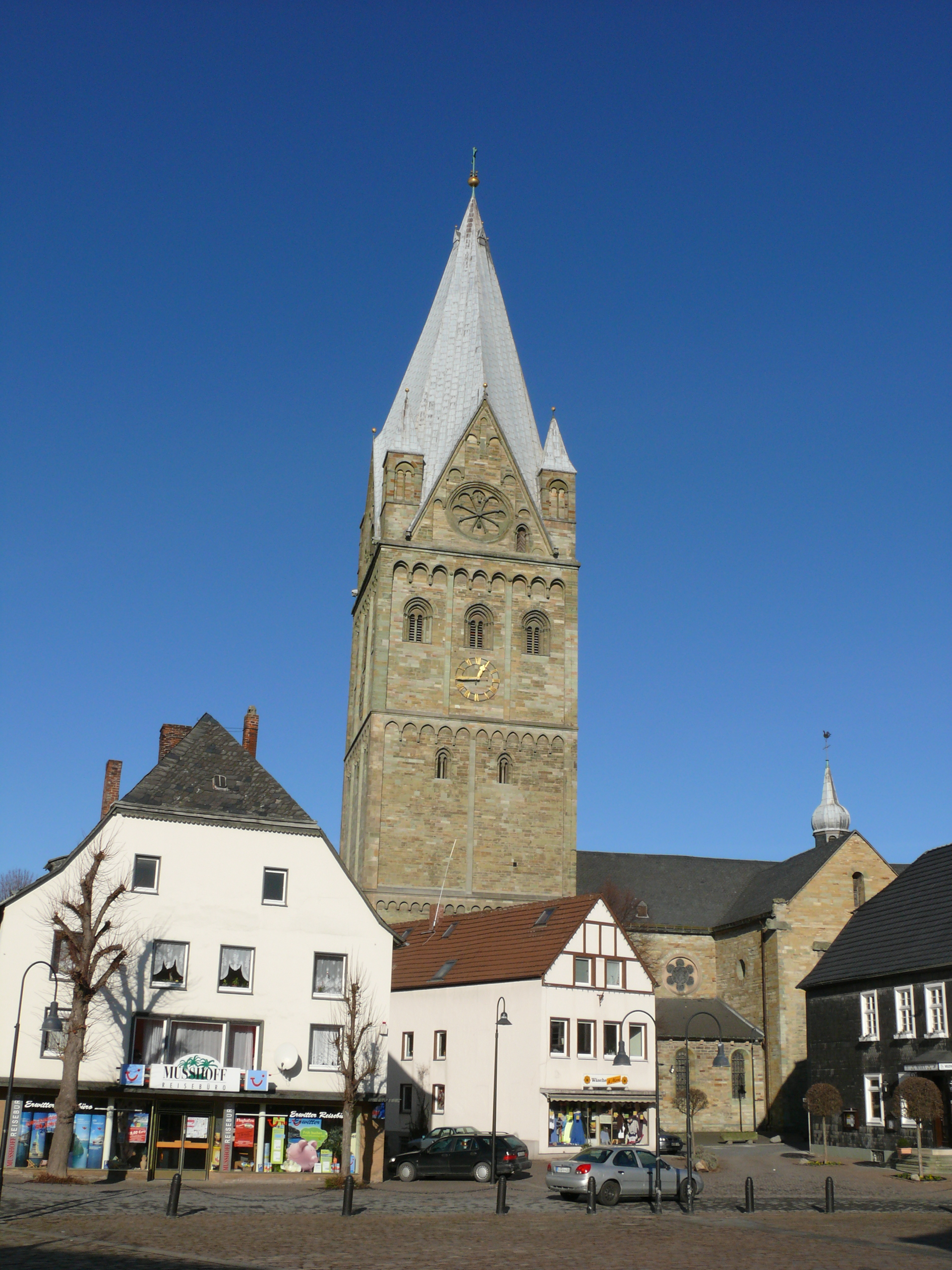
聖ラウレンティウス教会

エルヴィッテ聖ラウレンティウス教会とゲーセケ聖ペトリ市教会は、ゾーストとパーダーボルンとの間の古くからの教区である。この集落の存在は、9世紀のコルヴァイの文書によって証明される。この集落は2つの街道ヘルヴェークとリッパーヴェークの交差点に位置していた。ここにあった王宮には多くの王や皇帝が訪れている。特にハインリヒ1世は935年にここに滞在し、様々な文書を作成している。ハインリヒ2世はパーダーボルン司教マインヴェルクにいくつかの所領を寄贈した。コンラート2世は、1027年にエルヴィッテの Curia regis（王会）をパーダーボルン司教区に寄贈している。王宮には礼拝堂が付属していた。これはこの周辺で最も古い教会建築であった。教区管轄権は、ケルン大司教区の管轄下にあるラウレンティウス教会が有していた。これはジーゲヴィン・フォン・アーレ司教の下、ゾーストのパトロクリ修道院の下位に置かれた。
中世にはこの集落およびその周辺は、様々な重要な貴族家の所領となった。その中にエルヴィッテ家も含まれる。1027年にはマーケットが開かれた。しかしエルヴィッテは、中世には法的な意味において「都市」ではなかった。
ケルン大司教は、1256年に初めてこの集落の裁判所の所有者として記述されている。これ以前エルヴィッテは、ケルンとパーダーボルンとの間で何度も論争の種となっていた。17世紀にランツベルク・ツー・エルヴィッテ家が、ケルン選帝侯の代官職とエルヴィッテ＝ヴェスターコッテン王領管区の世襲官僚職とを統合することに成功した。ランツベルク家はエルヴィッテ城を建造した。ドロステ・ツー・エルヴィッテ家はエルヴィッテ邸を建設した。
1630年頃の魔女狩りの時代には、ハインリヒ・シュルトハイスがエルヴィッテでの魔女狩りを指揮した。1630年にヴェスターコッテン住民は「残念なことに、魔女の審問、処刑、根絶があまりに手ぬるい」と訴えている。エルヴィッテの司祭ヨドクス・ボゲットは1630年に妖術遣いとして火刑に処せられた。
1920年代になると、セメント工場によって経済的発展が興り、エルヴィッテは1936年に「市」に昇格した。
国家社会主義の時代、エルヴィッテの城に DAF と NSDAP の訓練施設が設けられた。1959年から1970年までエルヴィッテは第21迎撃ミサイル大隊 (Fla Rak Btl 21) および第2砲兵大隊の駐屯地であった。部隊は地元の城館であるエルヴィッテ城に宿営した。この部隊は1970年にメーネ湖畔のエヒトロープに移転した。

### 市町村合併
1975年1月1日、ミュンスター/ハム法の §46 に基づき、それまでのエルヴィッテ市とバート・ヴェステルンコッテン、ベーレンブロック、ベックム、エビングハウゼン、アイケロー、ホルン＝ミリングハウゼン、メルクリングハウゼン＝ヴィッゲリングハウゼン、ノルトドルフ、シャルレルン、シュメルレッケ、ゼーリングハウゼン、シュティルペ、フェルリングハウゼン、ヴェッキングハウゼンが合併し、新たな自治体が形成された。この自治体は「エルヴィッテ」の名称を使用し、「市」の称号を引き継いだ。アムト・エルヴィッテは廃止された。その権利継承者は新たに形成されたエルヴィッテ市とされた。

## 行政

### 市議会
エルヴィッテ市の市議会は、34議席からなる。

### 首長
市長は、CDU/FDP のペーター・ヴェッセルである。

### 紋章、旗、印章

#### 紋章
エルヴィッテ市は、1977年12月21日付のアルンスベルク行政管区長官の文書によって、旧アムト・エルヴィッテのものとほぼ同一の紋章を使用する権利を許可された（基本条例 §3第1項）。
紋章の図柄: 金地（向かって左）と赤地（向かって右）に左右二分割。向かって左は、金の冠を被り直立した赤い獅子。向かって右は横棒が入ったヴォルフスアンゲル（オオカミ用の罠）にも見えるハウス・マーク風の金の紋章図形である。
解説: 配色はコルヴァイ修道院（エルヴィッテの最初の文献記述が遺る）、獅子はエルヴィッテ騎士家の紋章、ハウス・マーク風の図形はゼルツァーハーケン（直訳すると「塩の鈎」）を意味しており、バート・ヴェステルンコッテンのヨハネス教会の教会塔に掲げられている。

#### 旗と幟
エルヴィッテ市は、1977年12月21日付のアルンスベルク行政管区長官の文書によって、旗と幟を使用する権利を許可された（基本条例 §3第2項）。
旗: 長辺と平行に黄色地と赤地に1:1の幅で二分割。中央に市の紋章。
幟: 長辺と平行に黄色地と赤地に1:1の幅で二分割。上半分の中央に市の紋章。

#### 印章
エルヴィッテ市はさらに、1977年12月21日付のアルンスベルク行政管区長官の文書によって、印章を使用する権利も許可された（基本条例 §3第3項）。
図柄: 印章は市の紋章の周りに、上部には STADT、下部には ERWITTE と大文字で記されている。

### 姉妹都市
- アーケン（ドイツ語版、英語版）（ドイツ、ザクセン＝アンハルト州）[15]

## 文化と見所

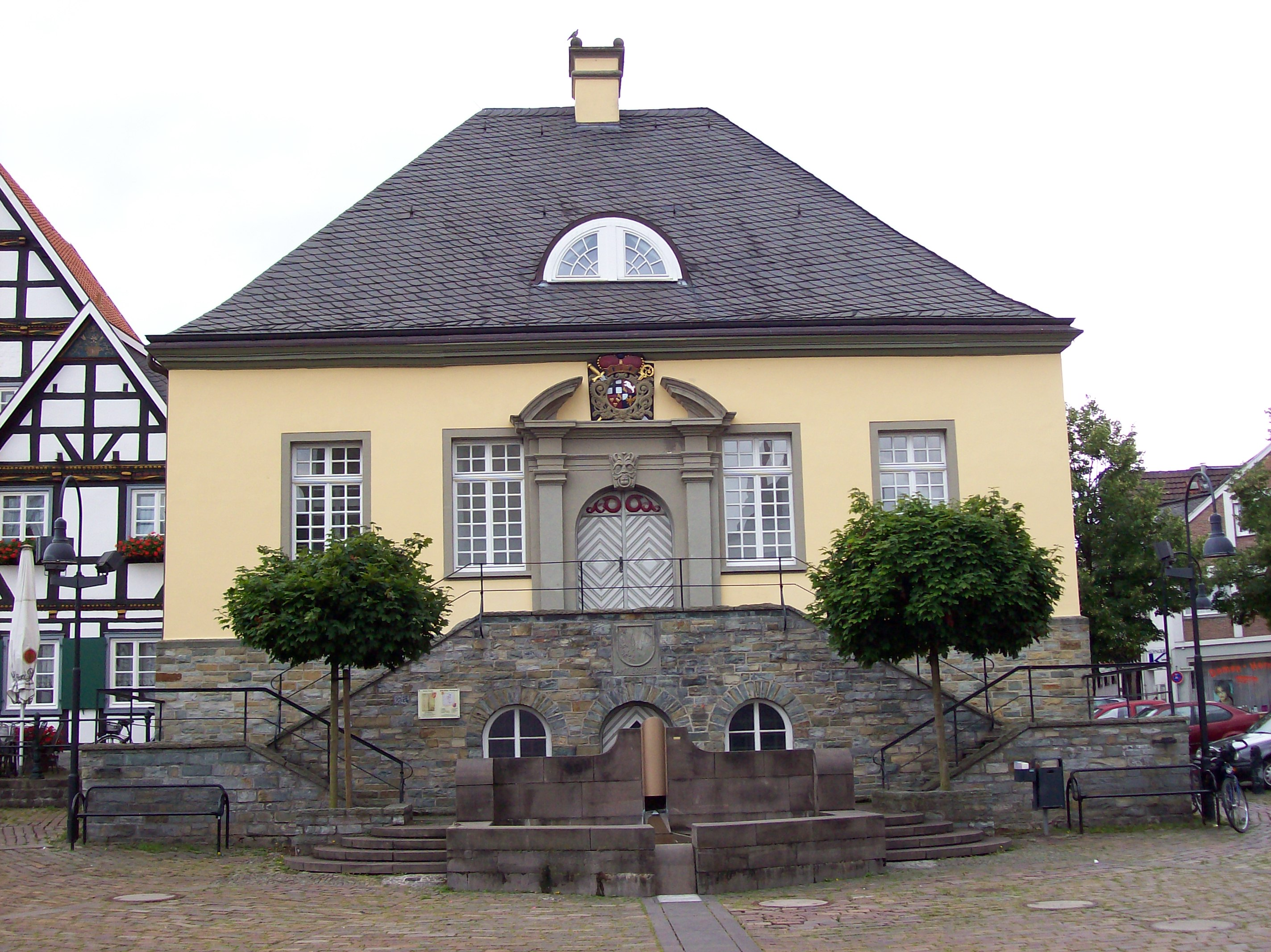
エルヴィッテの旧市庁舎

エルヴィッテの市域内には多くの見所がある。主なものを以下に列記する。
- 歴史的市庁舎
- カール大帝時代のケーニヒスホーフ（王宮）
- 旧ヘルヴェーク - 中世の塩の交易路
- 祝祭ホールがある城館の敷地
- ラウレンティウス教会。高い教会塔（ドイツ語版、英語版）を持つ9世紀のロマネスク建築
- エルヴィッテ城。ランツベルク伯の城館
- ベルホフハウス。郷土資料室がある。
- ハイマートホーフ
- ヴェステルンコッテンの枝条架装置とシェーファーケンパー水車
- シュメルレッケの歴史的風車
- ホルンのギャラリー KONTRASTE。芸術家のエヴリーン・オコーンとホセ・オコーンのギャラリー
- シュメルレッケで新たに発見された長さ 20 m と 25 m のガレリーグラプ[訳注 1]が2010年に発掘された。

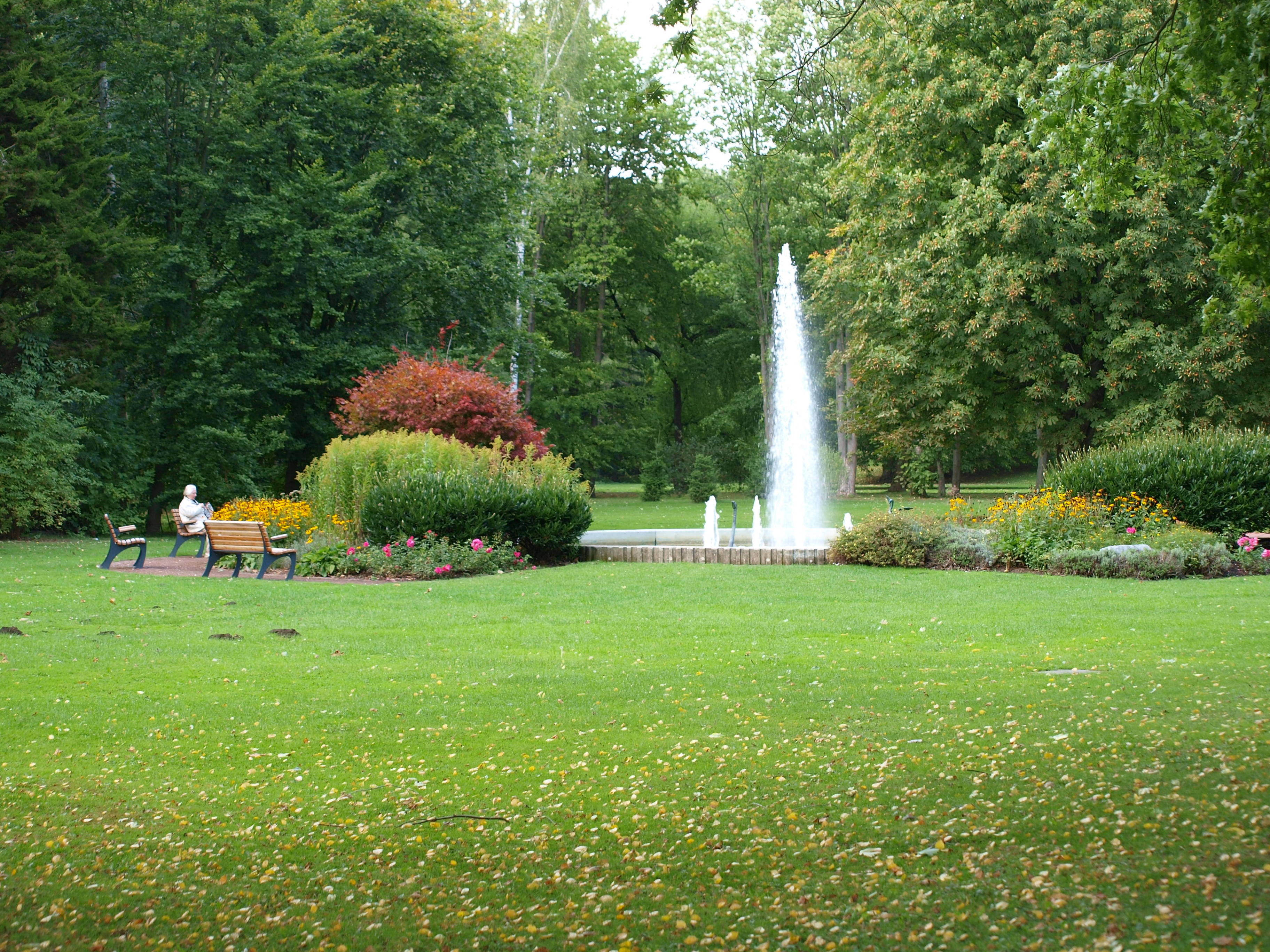
バート・ヴェステルンコッテンのクアパルク

- ケーニヒスホーフ
- エルヴィッテ城
- バート・ヴェステルンコッテンの枝条架装置
- シェーファーケンパー水車
- シュメルレッケの風車

### 公園
- シュロスバートがある市立公園[16]
- バート・ヴェステルンコッテンのクアパルク[17]

### 音楽
- バート・ヴェステルンコッテン音楽クラブ・タンブール団
- DJK ファンファーレ隊エルヴィッテ
- エルヴィッテ青少年合唱コンクール
- GFF（エルヴィッテのクラシック音楽愛好・振興団体）
- ヘルヴェークムジカンテン・エルヴィッテ e.V.
- 狩猟ホルン吹奏団エルヴィッテ
- チェチーリア教会合唱団
- エルヴィッテ男声合唱団 1885 e.V.
- エルヴィッテ音楽学校
- エルヴィッテ・タンブール団 1906 e.V.
- バート・ヴェステルンコッテン・ブラスオーケストラ
- ヴォーカルアンサンブル・エルヴィッテ

## 経済と社会資本

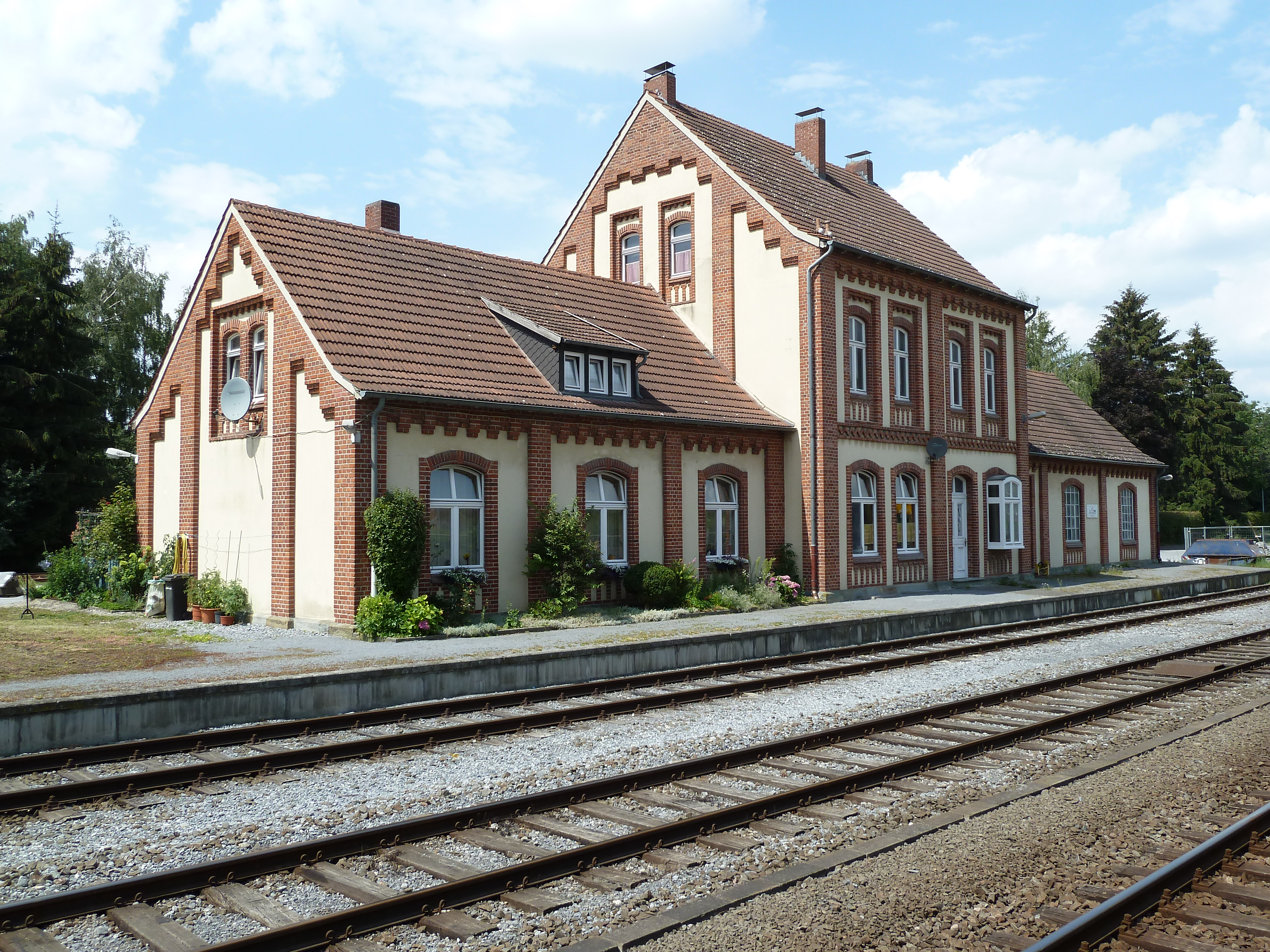
エルヴィッテ駅

### 交通
エルヴィッテは、連邦アウトバーン A44号線沿いにある。このアウトバーンはエルヴィッテ市内で連邦道 B1号線および B55号線と交差する。エルヴィッテを通る鉄道ミュンスター - ヴァールシュタイン線は、ヴェストファーレン地方鉄道の幹線であり、貨物輸送に用いられている。

### 地元企業
- テオドール・ハイマイアー金属工場、暖房装置メーカー
- シュリュター建設機械 GmbH
- シュペンナー・セメント工場
- ザイベル兄弟セメント工場
- ヴィッテキント・セメント工場
- ヘラ・ディストリビューション
- フランツ・ブラハト・クラン＝フェアミートゥング GmbH
- シェッファー機械工場 GmbH
- フェデルン・ブラント（支社）
- ノルトライン＝ヴェストファーレン州素材検査局エルヴィッテ支所、商標検査所
- エルヴィッテ国民銀行、ベックム＝リップシュタット国民銀行の子会社

### 教育
- エーリヒ＝ケストナー基礎課程学校、エルヴィッテ
- アストリート＝リントグレン基礎課程学校、バート・ヴェステルンコッテン
- キリアクス基礎課程学校、ホルン＝ミリングハウゼン
- ラウレンティウスシューレ、本課程学校、エルヴィッテ
- 市立ギムナジウム、エルヴィッテ
- ゼクンダーシューレ、アンレヒテ/エルヴィッテ
- リンデンシューレ、言語障害を重点とする養護学校、バート・ヴェステルンコッテン（運営: ゾースト郡）
- エルヴィッテ音楽学校

## 訳注
1. ↑  ドイツ語: Galeriegrab、細長い石室を持つ巨石墓